# Сен-Лоран (Манітоба)
Сен-Лоран (англ. St. Laurent) — сільський муніципалітет в Канаді, у провінції Манітоба.

## Населення
За даними перепису 2016 року, сільський муніципалітет нараховував 1338 осіб, показавши зростання на 2,5%, порівняно з 2011-м роком. Середня густина населення становила 2,9 осіб/км².
З офіційних мов обидвома одночасно володіли 405 жителів, тільки англійською — 925, тільки французькою — 5, а 5 — жодною з них. Усього 105 осіб вважали рідною мовою не одну з офіційних, з них 10 — одну з корінних мов, а 5 — українську.
Працездатне населення становило 57,5% усього населення, рівень безробіття — 13,4% (21,7% серед чоловіків та 5,2% серед жінок). 89,8% осіб були найманими працівниками, а 9,4% — самозайнятими.
Середній дохід на особу становив $40 341 (медіана $27 883), при цьому для чоловіків — $49 434, а для жінок $31 418 (медіани — $35 328 та $23 008 відповідно).
32,4% мешканців мали закінчену шкільну освіту, не мали закінченої шкільної освіти — 34,7%, 32,4% мали післяшкільну освіту, з яких 15,3% мали диплом бакалавра, або вищий.
| Статево-вікова структура населення | Статево-вікова структура населення | Статево-вікова структура населення | Статево-вікова структура населення | Статево-вікова структура населення |
| ---------------------------------- | ---------------------------------- | ---------------------------------- | ---------------------------------- | ---------------------------------- |
|                                    |                                    |                                    |                                    |                                    |
| Всього                             | Всього                             | 51,9%48,1%                         |                                    |                                    |
| 0 — 14 років                       | 0 — 14 років                       |                                    | 15,8%                              | 15,8%                              |
| 15 — 64 років                      | 15 — 64 років                      |                                    | 62,6%                              | 62,6%                              |
| 65 і більше                        | 65 і більше                        |                                    | 21,5%                              | 21,5%                              |
| 85 і більше                        | 85 і більше                        |                                    | 1,5%                               | 1,5%                               |
| Середній вік (років)               | Середній вік (років)               | 44,145,3                           | 44,7                               | 44,7                               |
| Медіана (років)                    | Медіана (років)                    | 48,950,3                           | 49,7                               | 49,7                               |
| — чоловіки — жінки                 |                                    |                                    |                                    |                                    |

| Походження мешканців:     | Походження мешканців:     | Походження мешканців: | Походження мешканців: | Походження мешканців: |
| ------------------------- | ------------------------- | --------------------- | --------------------- | --------------------- |
| Походження                |                           |                       | осіб                  | %                     |
| Корінні американці        | Корінні американці        |                       | 840                   | 62.92%                |
| Інше північноамериканське | Інше північноамериканське |                       | 395                   | 29.59%                |
| Європейське               | Європейське               |                       | 895                   | 67.04%                |
| британське                | британське                |                       | 420                   | 31.46%                |
| французьке                | французьке                |                       | 390                   | 29.21%                |
| українське                | українське                |                       | 120                   | 8.99%                 |

| Зайнятість населення за галузями (за класифікацією NOC): | Зайнятість населення за галузями (за класифікацією NOC): | Зайнятість населення за галузями (за класифікацією NOC): | Зайнятість населення за галузями (за класифікацією NOC): | Зайнятість населення за галузями (за класифікацією NOC): |
| -------------------------------------------------------- | -------------------------------------------------------- | -------------------------------------------------------- | -------------------------------------------------------- | -------------------------------------------------------- |
|                                                          |                                                          |                                                          |                                                          |                                                          |
| Управління                                               | Управління                                               |                                                          | 6,3%                                                     | 6,3%                                                     |
| Бізнес, фінанси та адміністрування                       | Бізнес, фінанси та адміністрування                       |                                                          | 11,1%                                                    | 11,1%                                                    |
| Природничі та прикладні науки                            | Природничі та прикладні науки                            |                                                          | 2,4%                                                     | 2,4%                                                     |
| Охорона здоров'я                                         | Охорона здоров'я                                         |                                                          | 4,8%                                                     | 4,8%                                                     |
| Освіта, правозахист, муніципальні та урядові служби      | Освіта, правозахист, муніципальні та урядові служби      |                                                          | 19,8%                                                    | 19,8%                                                    |
| Роздрібна торгівля та послуги                            | Роздрібна торгівля та послуги                            |                                                          | 13,5%                                                    | 13,5%                                                    |
| Гуртова торгівля, транспорт та обладнання                | Гуртова торгівля, транспорт та обладнання                |                                                          | 29,4%                                                    | 29,4%                                                    |
| Природні ресурси, сільське господарство                  | Природні ресурси, сільське господарство                  |                                                          | 4%                                                       | 4%                                                       |
| Виробництво                                              | Виробництво                                              |                                                          | 8,7%                                                     | 8,7%                                                     |

## Клімат
Середня річна температура становить 1,8°C, середня максимальна – 23,5°C, а середня мінімальна – -24,9°C. Середня річна кількість опадів – 504 мм.
| Клімат поселення                              | Клімат поселення | Клімат поселення | Клімат поселення | Клімат поселення | Клімат поселення | Клімат поселення | Клімат поселення | Клімат поселення | Клімат поселення | Клімат поселення | Клімат поселення | Клімат поселення | Клімат поселення |
| Показник                                      | Січ.             | Лют.             | Бер.             | Квіт.            | Трав.            | Черв.            | Лип.             | Серп.            | Вер.             | Жовт.            | Лист.            | Груд.            |                  |
| Середній максимум, °C                         | −12,3            | −8,5             | −1,4             | 8,90             | 16,80            | 22,41            | 23,47            | 22,17            | 16,99            | 10,00            | −0,1             | −10,15           |                  |
| Середня температура, °C                       | −18,6            | −14,81           | −7,7             | 2,59             | 10,50            | 16,10            | 18,56            | 17,27            | 12,06            | 5,10             | −5               | −15,07           |                  |
| Середній мінімум, °C                          | −24,93           | −21,14           | −14              | −3,76            | 4,19             | 9,80             | 13,66            | 12,36            | 7,16             | 0,20             | −9,9             | −19,98           |                  |
| Норма опадів, мм                              | 21               | 15               | 24               | 27               | 55               | 86               | 72               | 65               | 51               | 40               | 26               | 22               |                  |
| Середньомісячна швидкість вітру, м/с          | 4.10             | 4.00             | 4.20             | 4.30             | 4.40             | 3.90             | 3.50             | 3.70             | 4.20             | 4.50             | 4.40             | 4.20             |                  |
| Середньомісячна сонячна радіація, кДж/м²·день | 4096             | 7363             | 12559            | 17255            | 20167            | 21215            | 21596            | 18298            | 12490            | 7391             | 4077             | 3033             |                  |
| --------------------------------------------- | ---------------- | ---------------- | ---------------- | ---------------- | ---------------- | ---------------- | ---------------- | ---------------- | ---------------- | ---------------- | ---------------- | ---------------- | ---------------- |
| Джерело:                                      |                  |                  |                  |                  |                  |                  |                  |                  |                  |                  |                  |                  |                  |